# Амуррио (футбольный клуб)
«Амуррио» (баск. и исп. Amurrio) — баскский футбольный клуб из одноимённого города, в провинции Алава. Клуб основан в 1949 году, домашние матчи проводит на стадионе «Басарте», вмещающем 3 500 зрителей. В Примере и Сегунде команда никогда не выступала, лучшим результатом является 4-е место в Сегунде B в сезоне 2000/01.

## Сезоны по дивизионам
- Сегунда B — 12 сезонов
- Терсера — 12 сезонов
- Региональные лиги — 46 сезонов

## Достижения
- Терсера
  - Победитель: 1993/94

## Известные игроки и воспитанники
- Мартин Фурига
- Микель Альваро
- Иньяки Беа
- Иньяки Гоития
- Андони Лакабег
- Хавьер Юберо